# Wiewiórki (województwo warmińsko-mazurskie)
Wiewiórki (niem. Eichhorn) – wieś w Polsce położona w województwie warmińsko-mazurskim, w powiecie bartoszyckim, w gminie Górowo Iławeckie przy drodze wojewódzkiej nr 512. W latach 1975–1998 miejscowość należała administracyjnie do województwa olsztyńskiego.
W skład sołectwa wchodzą również miejscowości Deksyty i Weskajmy. Nieopodal wsi przepływają dwie rzeki Elma i Gąska, w ich zakolu znajduje się grodzisko średniowieczne. We wsi zachowały się 2 cmentarze ewangelickie z XIX wieku, kuźnia z pierwszej poł. XX wieku. Do lat pięćdziesiątych znajdował się tu kościół ewangelicki z XVIII wieku, później rozebrany. Do końca lat 90. znajdowała się tu szkoła podstawowa i przedszkole. 

## Historia
Wieś wymieniana w dokumentach już w 1414 r., przy spisywaniu strat poniesionych w wyniku wojny polsko-krzyżackiej. Kolejna wojna z lat 1451–1466 dopełniła zniszczenia wsi, miejscowość się wyludniła. Dopiero w XVI w. zasiedlili ją nowi osadnicy, przybywający głównie z Mazowsza (Polacy). W XVI i XVII w. w tutejszym kościele kazania odprawiano w języku polskim. Szkoła powstała przy kościele, w 1737 r. poddano ją pod nadzór państwowy. W XIX w. gruntownie przebudowano tutejszy kościół. W 1935 r. w szkole uczyło się 59 dzieci a uczył jeden nauczyciel. W 1939 r. we wsi było 337 mieszkańców. W czasie drugiej wojny światowej kościół spłonął.
W 1946 r. uruchomiono ponownie szkołę a jej organizatorem był Antoni Krakowiak. Później nauczycielem był także Stanisław Ołdziej. W 1978 r. we wsi funkcjonowało 40 indywidualnych gospodarstw rolnych, uprawiających łącznie 417 ha ziemi. W tym czasie w Wiewiórkach była szkoła podstawowa, pięcioizbowa, realizująca program ośmiu klas, przedszkole z 20 dziećmi, sala kinowa na 50 miejsc, punkt biblioteczny, boisko sportowe, zakład kowalski oraz zakład stolarski. W 1983 r. była to wieś z rozproszoną zabudową, na którą składało się 36 domów. We wsi mieszkało 213 osób.